# Obersee (Bielefeld)
Der Obersee (offizieller Name Johannisbachtalsperre – Obersee) ist ein künstlich angelegter Stausee im Bielefelder Stadtbezirk Schildesche. Mit einer Größe von etwa 20 ha ist er das größte Gewässer Bielefelds.

## Planung, Bau und Daten
Vor dem Bau des Obersees führten der Johannisbach und die Jölle regelmäßig zu Überschwemmungen im Johannisbachtal, unter anderem im Bereich des heutigen Sees. Der von 1977 bis 1982 gebaute, 950 m lange und maximal 300 m breite See staut diese beiden Bäche und gilt mit einem Dauerstauvolumen von 385.000 m³ wasserrechtlich als Talsperre. Das maximale Stauvolumen beträgt 640.000 m³, die maximale Einstauhöhe 1,30 m. Der See besitzt ein Einzugsgebiet von 100 km².
Der Name Obersee deutet an, dass ein weiterer See unterhalb geplant war. Das ursprüngliche Konzept sah den Obersee als eher naturbelassen gestaltetes Absetzbecken für Sedimente der Zuflüsse vor dem eigentlichen Hochwasserschutzbecken vor. Dieser untere, größere See – der Untersee – sollte dann der Freizeitnutzung und dem Wassersport zur Verfügung stehen und zu einem späteren Zeitpunkt geplant und gebaut werden. Zwischenzeitlich gab es keine konkreten Pläne, den geplanten Ausbau der Talsperre durchzuführen, da das Projekt aus ökologischen, städtebaulichen und vor allem finanziellen Gründen in Kritik geraten war. Im Sommer 2023 hatte das Projekt wieder Fahrt aufgenommen.
Am östlichen Seeufer überquert die Bahnstrecke Hamm–Minden das Johannisbachtal auf dem Viadukt von Schildesche, der im Zweiten Weltkrieg durch eine 10-Tonnen-Bombe zerstört worden war. Einige Meter hinter dem Viadukt befindet sich die Staumauer, über die das Wasser des Sees in den Johannisbach abfließt.

## Verlandung und Sanierung
Durch Ablagerung der vom Johannisbach und der Jölle mitgeführten Sedimente – etwa 4.000 m³ pro Jahr – drohte der Obersee immer mehr zu verlanden. Weitere Probleme waren das erhebliche Algenwachstum aufgrund der großen Menge an zufließenden Nährstoffen und kritische Sauerstoffverhältnisse bei entsprechenden Wetterlagen. Neben einer Entschlammung des Sees wurde daher eine Umgehungslösung für die beiden Bäche geplant, das heißt, der Johannisbach und die Jölle sollten nördlich um den See herumgeleitet werden. Durch die Abtrennung des Sees von den Fließgewässern erhöht sich deren Fließgeschwindigkeit und der mitgeführte Sand wird flussabwärts transportiert. Daneben werden beide Bäche auch wieder für Wassertiere passierbar.
Im Sommer 2008 wurde mit der Ausbaggerung des Sees begonnen. Ihr folgte ab Februar 2009 der Bau eines neuen Bachbettes für Johannisbach und Jölle am nördlichen Seeufer mit großer Ausbuchtung am Zulauf der Jölle. Zur wasserdichten Abgrenzung auf einer Strecke von 1150 Metern musste eine Spundwand mit Bohlen errichtet werden. Der neue Bachlauf umgeht die Staumauer und nutzt zum Durchfluss einen anderen Bogen des Viadukts. Nötig wurde damit auch der Bau einer zweiten Fußgängerbrücke östlich des Viadukts. Die Arbeiten konnten Ende 2009 abgeschlossen werden, Anfang November erfolgte die Flutung des neuen Bachbettes. Infolge dieser Maßnahme ist der Obersee rund zehn Prozent kleiner geworden.

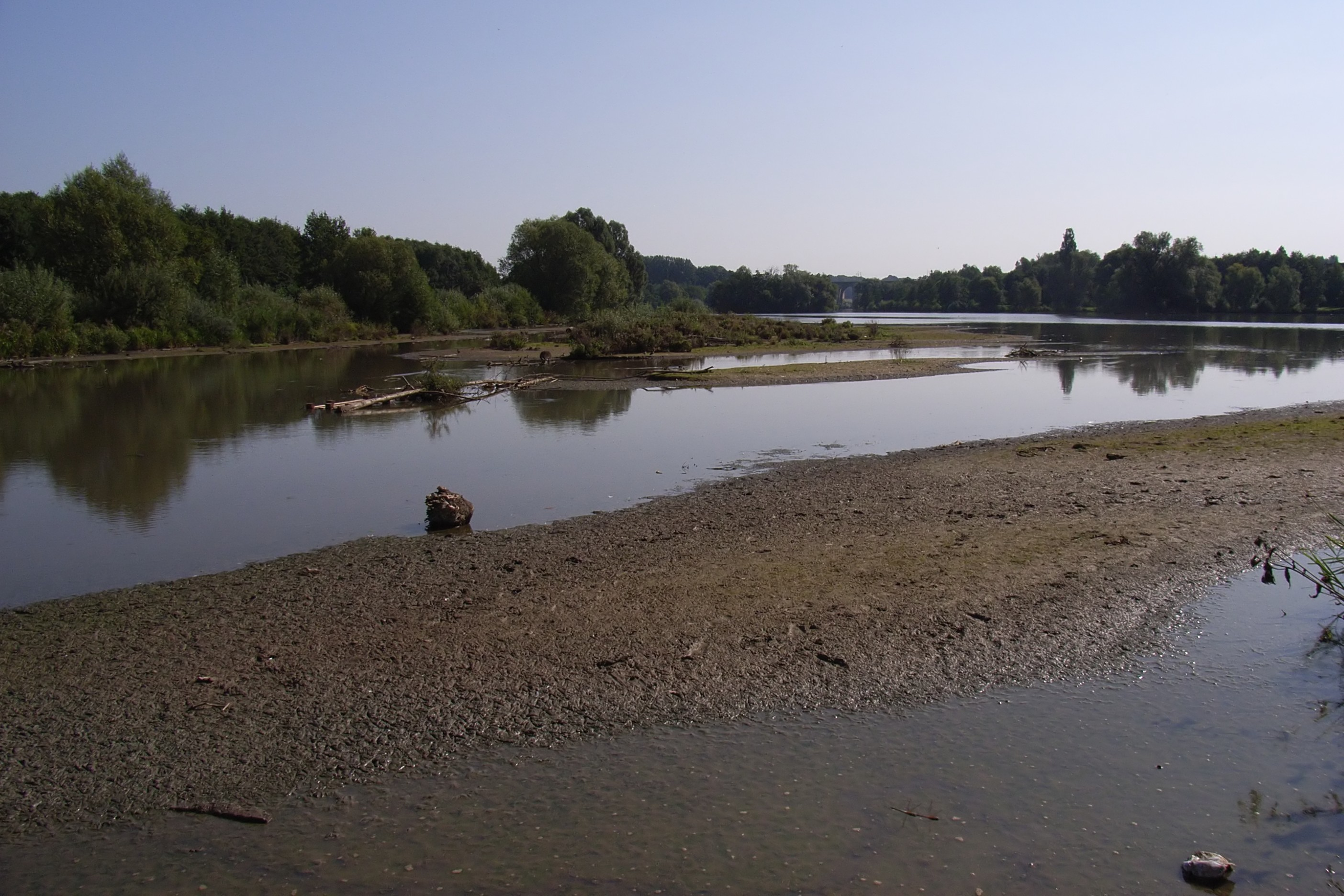
Sedimentation im Mündungsbereich des Johannisbachs September 2006
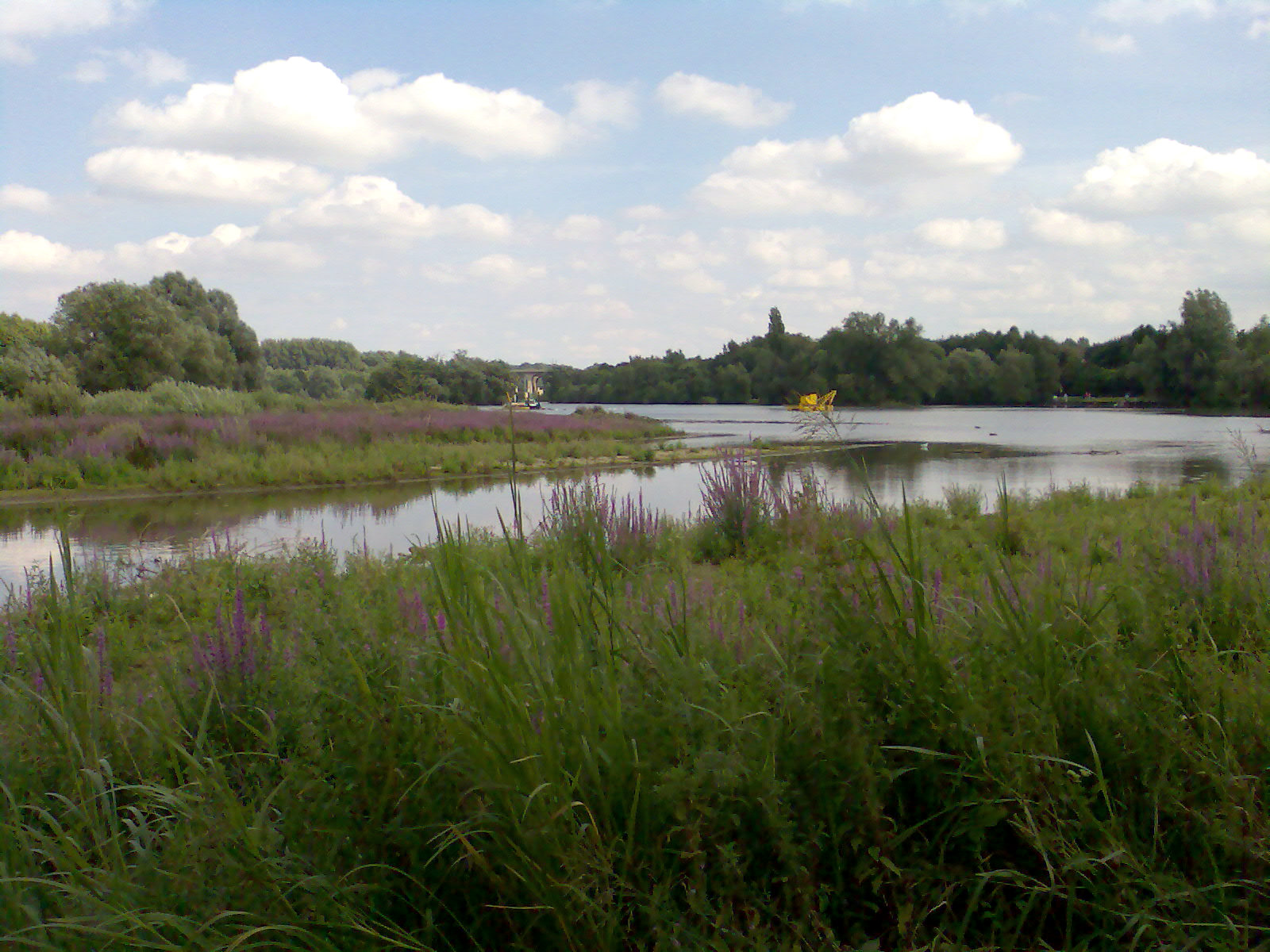
Verlandung im August 2008, die Ausbaggerung hat gerade begonnen.
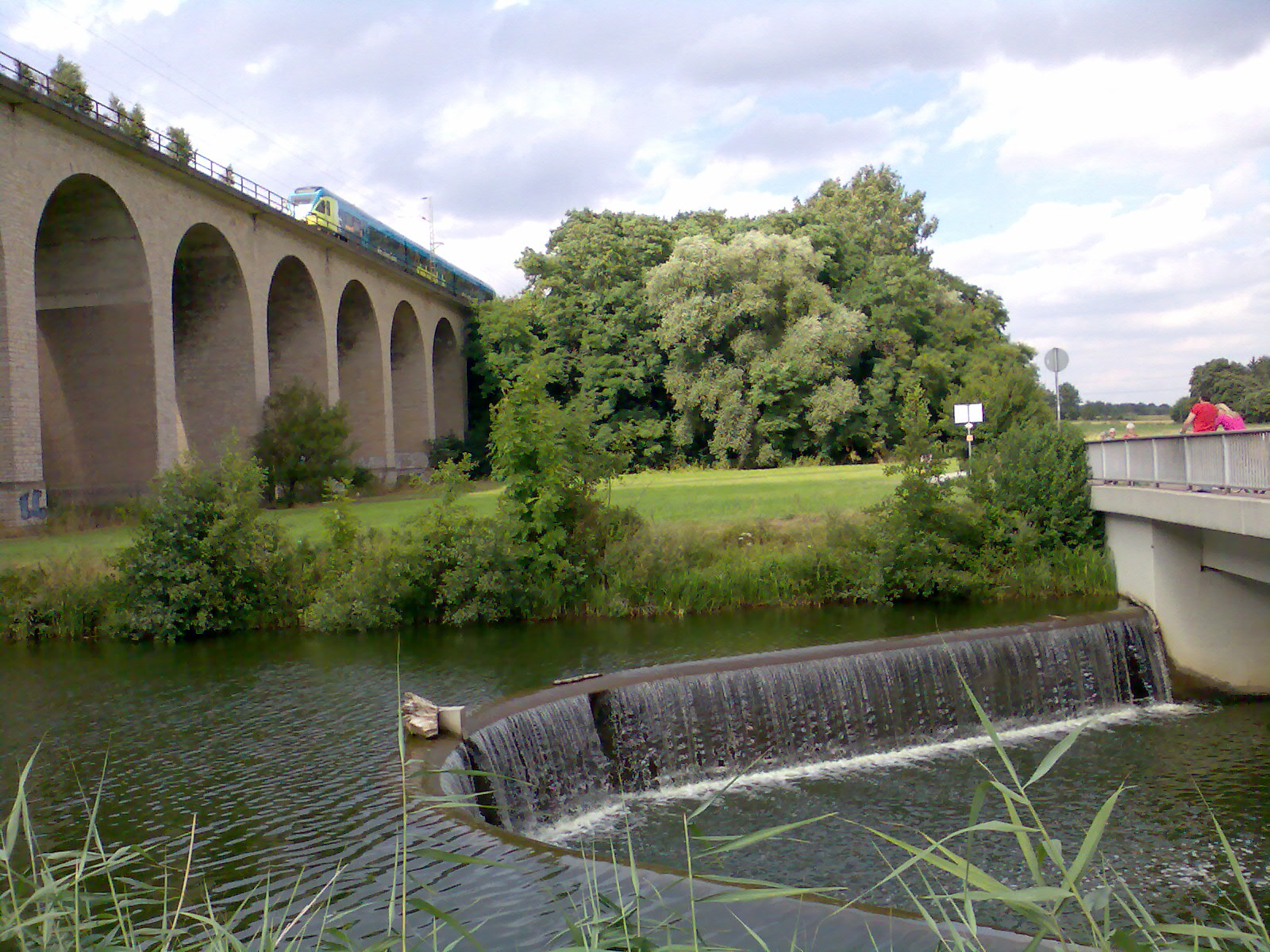
Viadukt mit Staumauer August 2008 (vor der Bachumleitung). Heute fließt nur noch selten Wasser über diese Mauer.
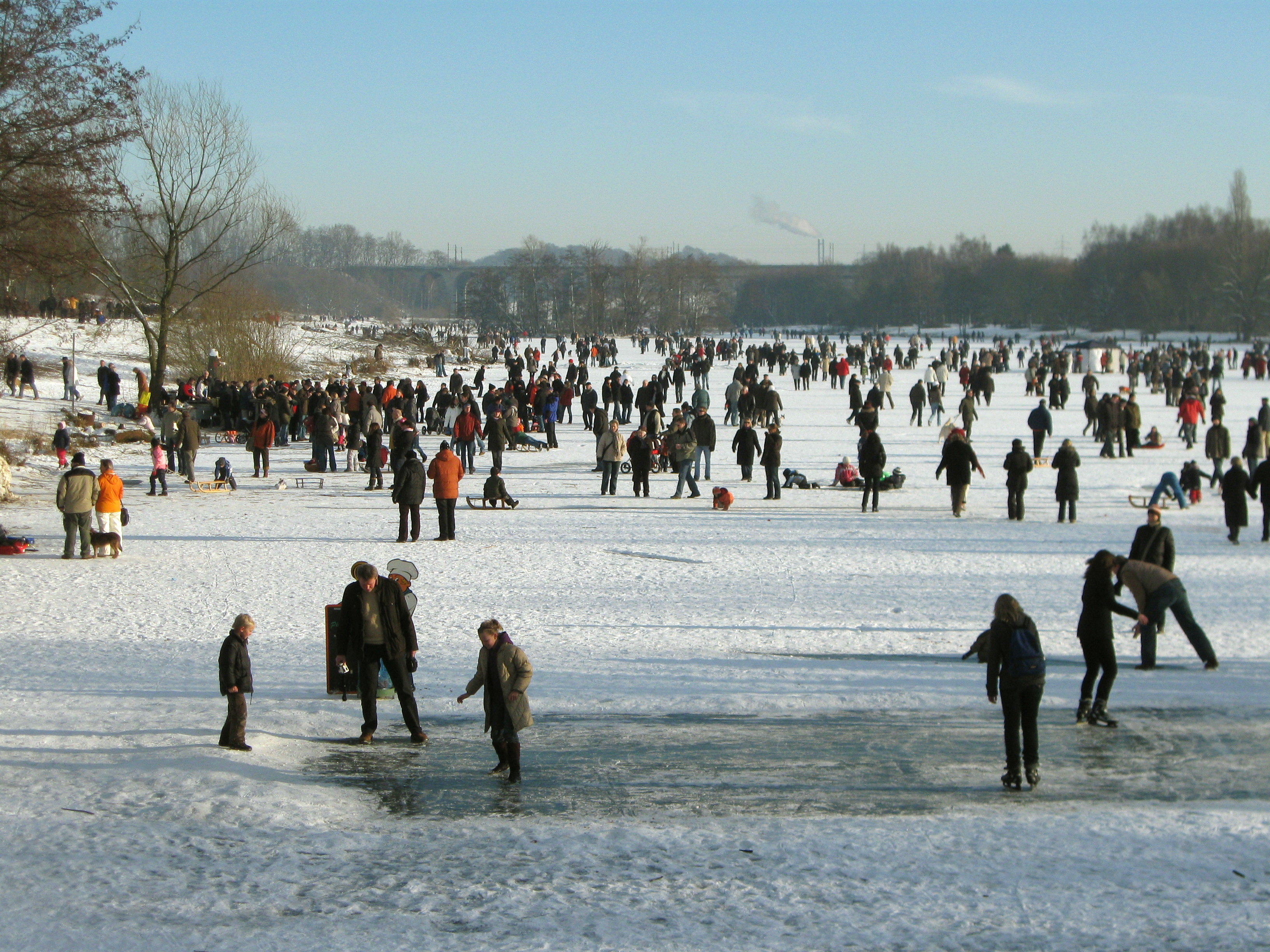
Obersee mit Viadukt Januar 2009. Letzter Winter vor der Abtrennung des nördlichen Seeufers durch die Bachumleitung.
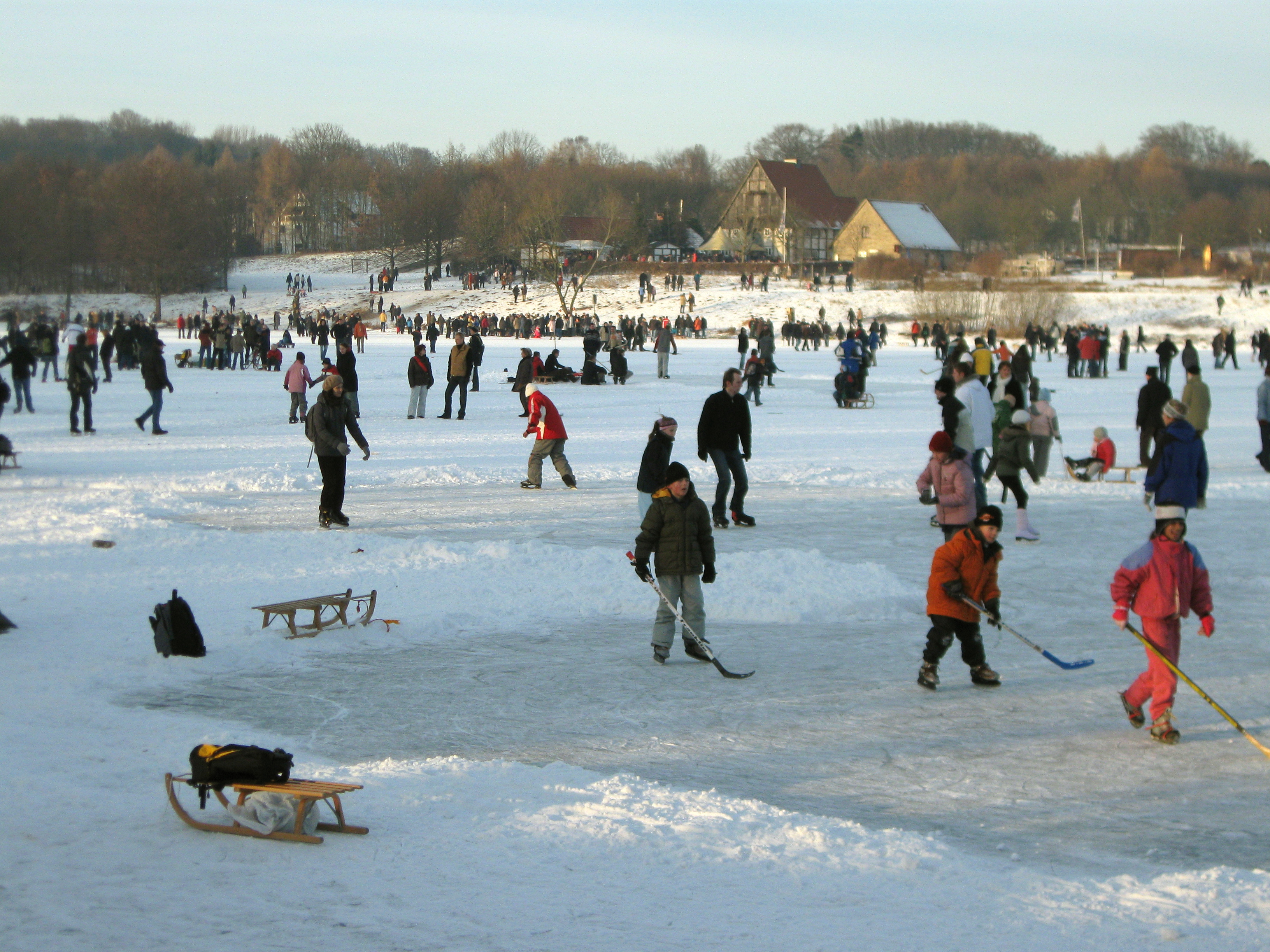
Januar 2009. Blick zum nördlichen Seeufer mit Fachwerkgebäuden der Gaststätte.
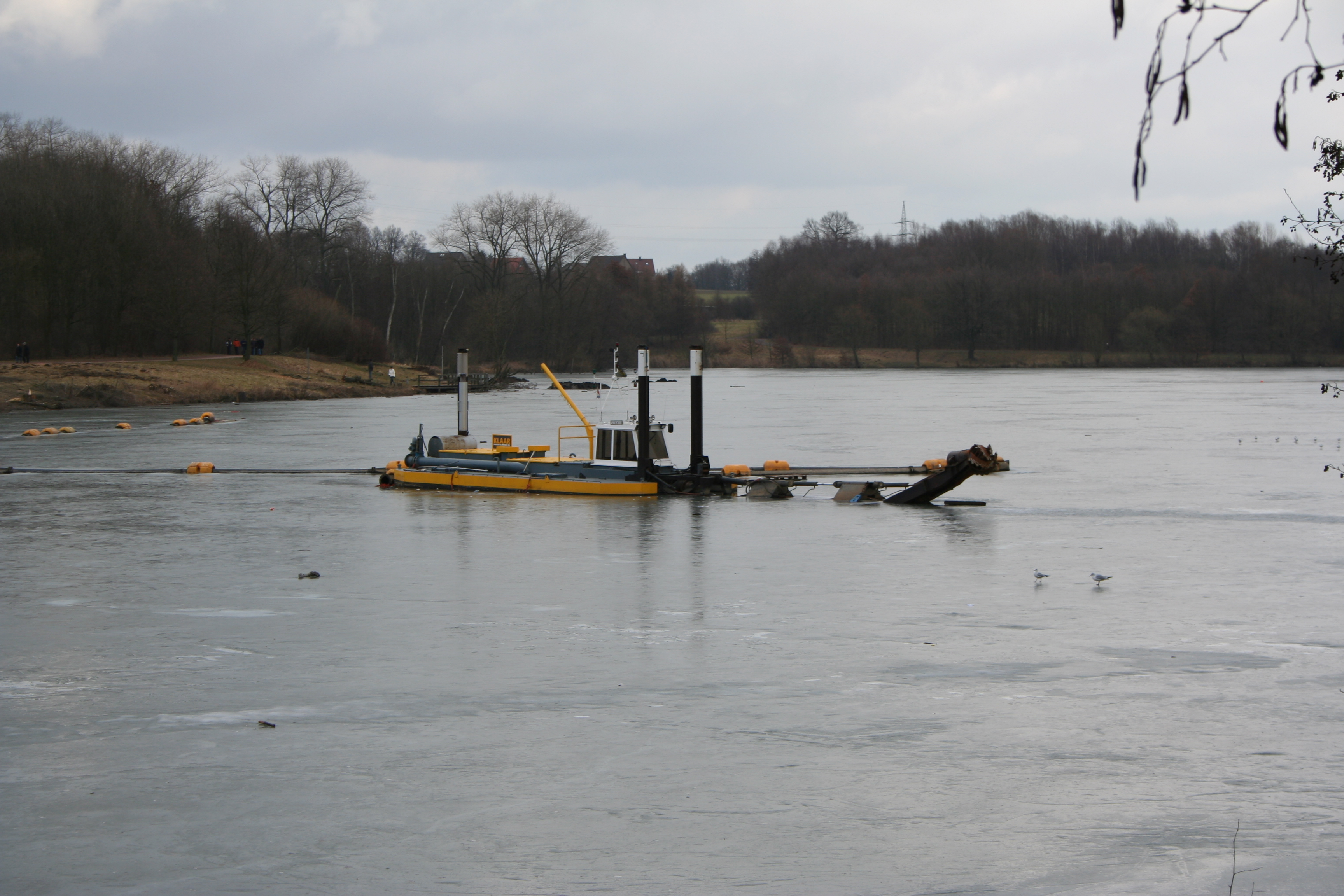
Eingefrorener Saugbagger im Februar 2009
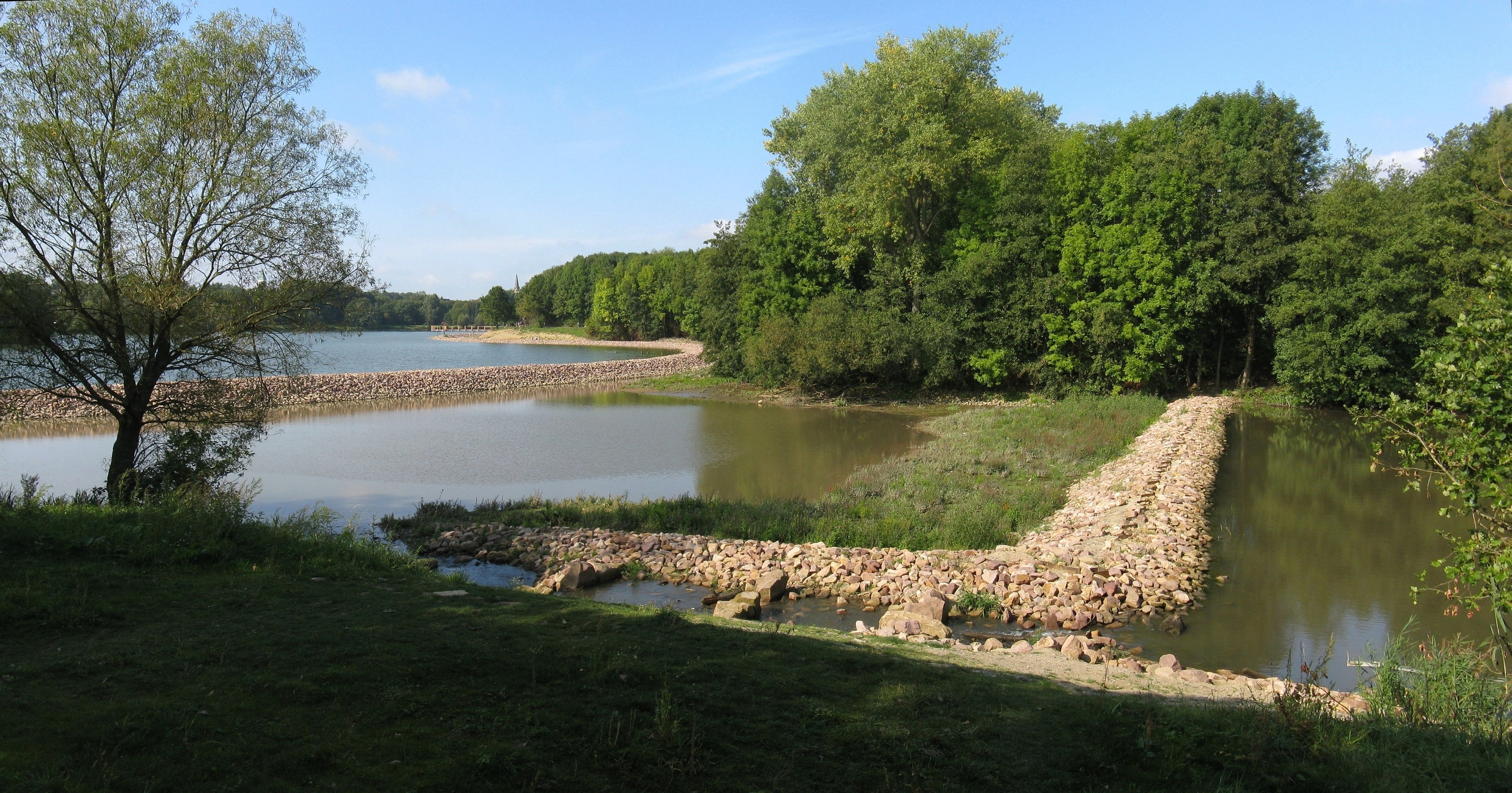
Mündung des Jöllenbecker Mühlenbaches („Jölle“, untere Bildhälfte) in den Johannisbach im September 2009
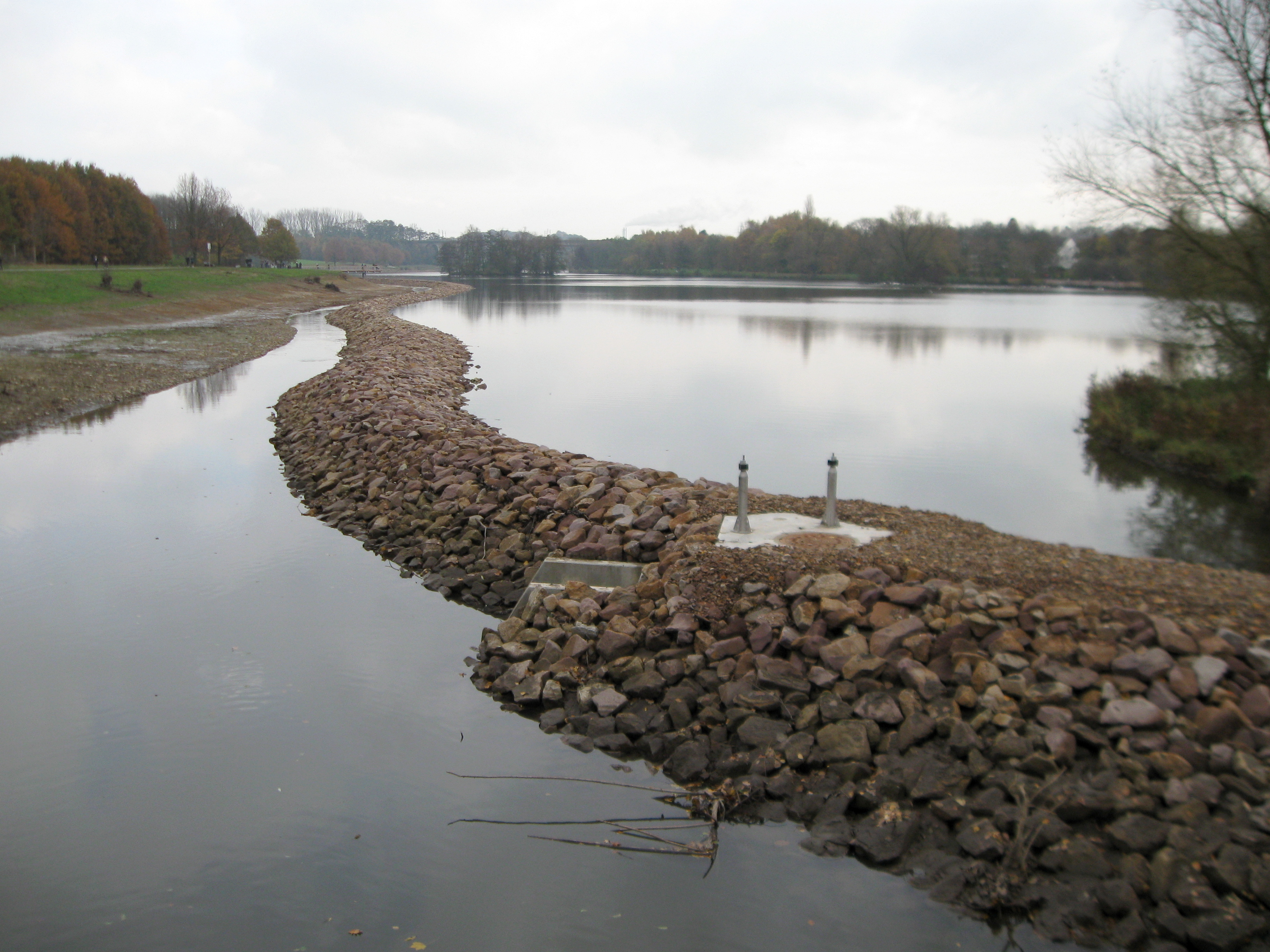
Obersee 8. November 2009: Die Bachumleitung ist wenige Tage im Betrieb. Durch die Bauarbeiten sind Bäume und Büsche im Bereich des ehemaligen Seeufers entfernt.
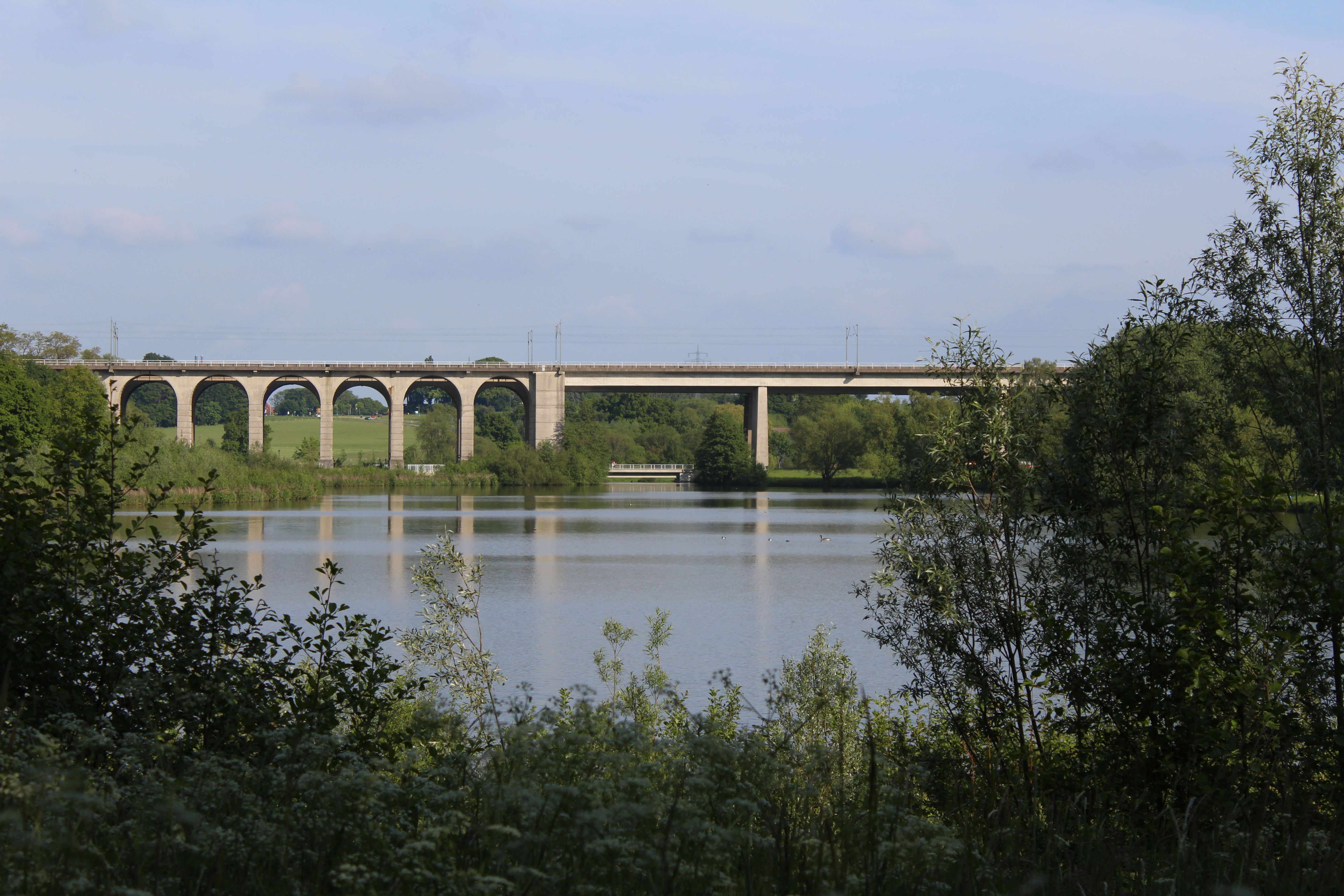
Das Schildescher Viadukt im Mai 2014 aus nordwestlicher Sicht.

## Freizeitnutzung
Der Obersee ist ein beliebtes Naherholungsgebiet. Es gibt neben dem rund 3,5 Kilometer langen Rundwanderweg um den See auch befestigte Wege im Park nördlich des Sees sowie zwei Kinderspielplätze. Im Bereich des Einflusses der Jölle befindet sich ein Vogelschutzgebiet, der See selbst ist als Angelgewässer an einen Fischereiverein verpachtet. Eine Elektrobefischung ergab Anfang 2007, dass im See Döbel und Rotfeder selten, Zander, Hecht, Güster, Gründling und Barsch häufiger und Plötzen und Brassen sehr oft vorkommen. Am Seeufer wurde ein heute gut 400 Jahre altes Fachwerkhaus (Baujahr 1616) aus Schildesche (vorheriger Standort Am Vorwerk 25) wiederaufgebaut, in dem sich nun eine Gaststätte und daran angeschlossen eine Strandbar sowie weitere Freizeiteinrichtungen (z. Zt. ein Minigolfplatz) befinden.
Durch die Abtrennung des Sees vom fließenden Gewässer verändert sich langsam die Wasserqualität. Die weitere Nutzung des Obersees beispielsweise als Freizeitsee ist damit in die Diskussion gekommen.